# A scuola di magie - U.B.O.S.
A scuola di magie – U.B.O.S. (U.B.O.S.) è una serie televisiva d'animazione canadese e tedesca, prodotta da BKN International composta da 26 episodi.
Ispirata al dalla popolare serie di Harry Potter, la serie narra le avventure di un trio di apprendisti maghi, guidati da un libro di magie parlante contro il perfido stregone Zarlak. In Italia fu trasmessa su Italia 1 dal 24 marzo 2002. La serie è andata in onda su Contactoons con un nuovo titolo: Tutti a scuola di magia con la sigla italiana cantata da Santo Verduci.

## Trama
La serie narra le avventure di Verne, un ragazzino che scopre di essere un mago (per la precisione un tecnomago, in grado di unire magia e tecnologia) e viene perciò iscritto ad una scuola di magia, dove conosce due ragazzi con cui fa amicizia: la streghetta Cassandra e il mezzo elfo Gus.
Un giorno i tre amici ricevono un libro magico parlante di nome Enigma (nella versione originale veniva chiamato Ultimate Book of Spells o U.B.O.S.) che gli rivela che la loro missione è quella di fermare Zarlak, un potente stregone esiliato nel centro della Terra dal bisnonno di Cassandra (che Verne scoprirà essere proprio Enigma, prima di diventare libro). Così i tre ragazzi alterneranno alle lezioni scolastiche una serie di emozionanti avventure per impedire al malefico stregone di realizzare i suoi piani e di uscire dalla sua prigione.
La storia ha un finale aperto che sembra suggerire che Verne (disprezzato da alcuni compagni di scuola perché malgrado abbia poteri magici è un Morty ossia una persona comune) sia discendente del famoso mago Merlino.

## Personaggi
Protagonisti
- Cassandra (Casey): la leader e unica ragazza del trio. Da grande vuole diventare una potente strega. Nel corso della serie viene rivelato che è la pronipote del mago che ha sconfitto e bandito Zarlak. Doppiata in inglese da Janyse Jaud e in italiano da Elisabetta Spinelli;
- Verne (Werner): è un mago mortale (anche chiamati "Normie") che ha poteri magici e può basati sul riparare i dispositivi elettronici. A volte è piuttosto codardo e si sorprende di quasi tutto ciò che riguarda la magia. È piuttosto abile nella magia tecnologica che è utile per mettere insieme dispositivi elettronici o meccanici ordinari per creare gadget utili. Viene rivelato che Verne è un discendente di Merlino. Doppiato in inglese da Cathy Weseluck e in italiano da Patrizia Mottola;
- Gus: è un mago mezzo elfo. È piuttosto sicuro di sé e a volte si comporta in modo infantile facendo persino degli scherzi. Inizialmente guarda dall'alto in basso il nuovo arrivato Verne, per poi diventare il suo migliore amico. Doppiato in italiano da Davide Garbolino;
- Enigma (U.B.O.S.): un libro parlante dall'aspetto anziano che ha il potere di teletrasportare il trio al centro della Terra, dove devono affrontare Zarlak. Tende a essere piuttosto scontroso e a volte colpisce i tre in testa quando li sgrida. Doppiato in inglese da Ron Halder e in italiano da Mario Scarabelli;
- Herbert: è un principe che è stato maledetto da Zarlack e tramutato in una rana giocattolo. Vive dentro la scuola di magia di Vonderland, più precisamente nella stanza di Gus e Verne. Sebbene all'inizio rifiuti, in alcuni episodi viene visto viaggiare con il trio di maghetti per sconfiggere Zarlack. Doppiato in inglese da Michael Dobson e in italiano da Luca Bottale.

Altri personaggi
- Ilsa: una gigantesca ragazza alta 12 piedi (3,7 m). È stata coinquilina di Cassandra per un breve periodo. E a causa delle sue dimensioni ha avuto difficoltà ad adattarsi;
- Miss Crystalgazer: la preside di Vonderland. Può trasformarsi a piacimento in un gatto;
- Professor Saysme: un altro insegnante di Vonderland; è un giovane con un cappello a cilindro e insegna la magia della regressione dell'età;
- Professor Beagleboyce: il bibliotecario di Vonderland;
- Miss Mayday: un fantasma incaricato di condurre gli esami di guida degli scooter;

Antagonisti
- Zarlack: un mago malvagio e il principale antagonista della serie; che cerca di dominare il mondo. Desidera mettere le mani su UBOS; così da avere abbastanza potere non solo per fuggire dalla sua prigione, ma anche per distruggere e governare il mondo. Doppiato in inglese da Paul Dobson e italiano da Stefano Albertini
- Rowce e Snerrot: Gli scagnozzi di Zarlack con cui spesso perde la pazienza. Hanno il potere di unirsi per formare un drago a due teste, ma come la maggior parte degli scagnozzi, sono piuttosto stupidi;
- Lucrezia e Lucrezio (Lucretia e Borgia): due malvagi fratelli gemelli che cercano di creare problemi a Cassandra, Gus e Verne. Il loro padre era solito servire Zarlak, ma disertò prima della sua sconfitta, evitando così la punizione per i suoi crimini.

## Episodi
| n° | Titolo originale       | Titolo italiano                  | Prima TV originale | Prima TV Italia   |
| -- | ---------------------- | -------------------------------- | ------------------ | ----------------- |
| 1  | Three Is a Charm       | In tre per un incantesimo        | 12 settembre 2001  | 24 marzo 2002     |
| 2  | Man or Mortie          | Le creature del fango            | 19 settembre 2001  | 31 marzo 2002     |
| 3  | He Who Laughs Last     | Ride bene chi ride ultimo        | 26 settembre 2001  | 7 aprile 2002     |
| 4  | Rootopia of All Evil   | I fiori del giardino dimenticato | 3 ottobre 2001     | 14 aprile 2002    |
| 5  | Time and Again         | Viaggio nel tempo                | 10 ottobre 2001    | 21 aprile 2002    |
| 6  | Fire with Fire         | La pietra di Elven               | 17 ottobre 2001    | 28 aprile 2002    |
| 7  | The New Librarian      | Il segreto del vecchio mago      | 24 ottobre 2001    | 5 maggio 2002     |
| 8  | Shadow Land            | Il potere delle ombre            | 31 ottobre 2001    | 12 maggio 2002    |
| 9  | Once in a Blue Moon    | L'anello della luna azzurra      | 7 novembre 2001    | 19 maggio 2002    |
| 10 | The Ties That Bind     | Lo scettro dei folletti          | 14 novembre 2001   | 26 maggio 2002    |
| 11 | Coat of Arms           | In viaggio dalla zia             | 21 novembre 2001   | 2 giugno 2002     |
| 12 | Out of Shape           | L'apparenza inganna              | 28 novembre 2001   | 9 giugno 2002     |
| 13 | The Rift               | Il portale fatato                | 5 dicembre 2001    | 16 giugno 2002    |
| 14 | What a Cut-Up!         | Umorismo tagliente               | 9 gennaio 2002     | 23 giugno 2002    |
| 15 | Multiple Mayhem        | Chi la fa l'aspetti              | 16 gennaio 2002    | 30 giugno 2002    |
| 16 | The Tear of Moolana    | La gemma incantata               | 23 gennaio 2002    | 7 luglio 2002     |
| 17 | Magical Logical        | Magia logica                     | 30 gennaio 2002    | 14 luglio 2002    |
| 18 | Veil of Illusion       | Il libro fantastico              | 10 febbraio 2002   | 21 luglio 2002    |
| 19 | Dark Image             | Lo specchio incantato            | 17 febbraio 2002   | 28 luglio 2002    |
| 20 | Sleeping Beauty School | L'incantesimo del sonno          | 24 febbraio 2002   | 4 agosto 2002     |
| 21 | Elipsed                | Il raggio di fuoco               | 3 marzo 2002       | 11 agosto 2002    |
| 22 | Big Girls Don't Cry    | Una nuova amica                  | 10 marzo 2002      | 18 agosto 2002    |
| 23 | Lucky Gus              | Il tesoro dei folletti           | 17 marzo 2002      | 25 agosto 2002    |
| 24 | Magic Quest            | Ritorno alle origini             | 24 marzo 2002      | 1 settembre 2002  |
| 25 | The Lure               | Avventura in fondo al mare       | 31 marzo 2002      | 8 settembre 2002  |
| 26 | Solo Sorceress         | La biblioteca magica             | 7 aprile 2002      | 15 settembre 2002 |

## Trasmissione internazionale
- Italia 1 (2002; la sigla italiana, che porta lo stesso nome della serie, è cantata da Cristina D'Avena)
- YTV
- Toon Disney[8]
- TVE2
- CBBC[9]
- Disney XD
- TV Tokyo
- Boing
- Cartoon Network
- Jetix
- Disney Channel
- Kids Network
- RTP2
- Fox Kids
- KiKA[10]